# Сивков Григорій Флегонтович
Сивко́в Григо́рій Флего́нтович (нар. 10 лютого 1921 — пом. 20 листопада 2009) — радянський військовий льотчик-штурмовик, Двічі Герої Радянського Союзу (1944, 1945), генерал-майор-інженер (1975), генерал-майор авіації — 1984.

## Біографія
Народився 10 лютого 1921 року в селі Мартиново Кунгурського району Пермського краю в селянській родині. Росіянин.
У 1935 році закінчив неповну середню школу в селі Киласово Кунгурського району, у 1939 році — Пермський авіаційний технікум. Працював техніком на Пермському авіамоторобудівному заводі. Навчався в Пермському аероклубі.
До лав РСЧА призваний у вересні 1939 року. У 1940 році закінчив Пермську військову авіаційну школу льотчиків. Проходив службу в авіаційних частинах Київського та Одеського військових округів.
Учасник німецько-радянської війни. З грудня 1941 року — льотчик 210-го ближньобомбардувального авіаційного полку, з травня 1942 року — командир авіаланки, заступник командира ескадрильї, командир ескадрильї, штурман 210-го штурмового авіаційного полку. Воював на Південному, Північно-Кавказькому, Закавказькому та 3-му Українському фронтах. Брав участь в оборонних боях на Донбасі, Кавказі, визволенні Кубані, Криму, Південної України, Молдови, на території Румунії, Болгарії, Югославії, Угорщигни, Австрії.
За роки війни здійснив 247 бойових вильоти на бомбардувальниках Су-2 та штурмовиках Іл-2. П'ять разів був підбитий, проте кожного разу здійснював вдалі вимушені посадки.
Після війни продовжував військову службу в стройових частинах ВПС в Центральній групі військ на території Австрії.
У 1952 році закінчив Військово-повітряну інженерну академію імені М. Є. Жуковського.
У 1952–1953 роках — льотчик-випробувач Державного Червонопрапорного науково-дослідного інституту ВПС СРСР. Провів низку випробувальних робіт на реактивному винищувачі МіГ-15, штурмовику Іл-10, гелікоптері Мі-1.
У 1956 році закінчив ад'юнктуру при ВВІА ім. Н. Є. Жуковського, захистив кандидатську дисертацію. Очолював лабораторію, був викладачем, старшим викладачем цієї ж академії. З грудня 1972 року — начальник кафедри безпеки польотів ВВІА ім. Н. Є. Жуковського.
У січні 1986 року генерал-майор авіації Г. Ф. Сивкоа вийшов у запас. Мешкав у Москві. Працював старшим науковим співробітником ВВІА ім. Н. Є. Жуковського.
Помер 20 листопада 2009 року. Похований на Новодівочому цвинтарі.

## Родина
У червні 1945 року Г. Ф. Сивков одружився з К. В. Рябовою (1921–1974), Героєм Радянського Союзу.

## Нагороди
Указом Президії Верховної Ради СРСР від 4 лютого 1944 року за мужність і героїзм, виявлені в боях, старший лейтенант Сивков Григорій Флегонтович удостоєний звання Героя Радянського Союзу з врученням ордена Леніна і медалі «Золота Зірка» (№ 2187).
Указом Президії Верховної Ради СРСР від 18 серпня 1945 року майор Сивков Григорій Флегонтович нагороджений другою медаллю «Золота Зірка» (№ 76/II).
Нагороджений орденом Леніна (4.02.1944), орденом Жовтневої революції (21.02.1978), трьома орденами Червоного Прапора (9.09.1942, 27.04.1943, 14.02.1945), орденом Олександра Невського (30.09.1944), двома орденами Вітчизняної війни 1-го ступеня (17.06.1943, 11.03.1985), орденом Червоної Зірки (26.10.1955) й медалями.
Почесний громадянин міста Перм (1973).

## Твори
- Сивков Г. Ф. Готовность номер один. — М.: «Советская Россия», 1973. (рос.)
- Сивков Г. Ф. Готовность номер один: шестьдесят лет спустя. — М., Жуковский: Кучково поле, 2006. ISBN 5-86090-197-6

## Пам'ять
Бронзове погруддя Героя було встановлено в рідному селі Мартиново (нині перенесене). Його ім'ям названо вулицю в селі Киласово.